# Giuseppe Valentini (albanista)
Giuseppe Valentini SJ (alb. Zef Valentini; ur. 1 lipca 1900 w Padwie, zm. 16 listopada 1979 w Mediolanie) – włoski jezuita i duchowny katolicki, także albanista i bizantynolog.

## Życiorys
W 1910 roku rozpoczął naukę w szkole katolickiej w Padwie, jednak ze względu na pogorszenie swojego stanu zdrowia w 1912 roku naukę kontynuował prywatnie u dyrektora tejże szkoły, Gaetana Sartoriego. W 1918 roku został powołany do odbycia służby wojskowej, którą pełnił w Pałacu Królewskim w Casercie.
4 listopada 1919 roku wstąpił do zakonu jezuitów w Gorycji, dwa lata później złożył śluby zakonne. Został wysłany do Szkodry, gdzie uczył się w kolegium jezuickim języka włoskiego, greckiego i łacińskiego, a w 1924 roku wrócił do Włoch i przez dwa lata studiował filozofię w Chieri. Po ukończeniu nauki wrócił do Szkodry, gdzie do 1928 roku pracował w seminarium papieskim jako wykładowca, następnie w latach 1928–1932 studiował teologię w Chieri; w tym czasie otrzymał dnia 15 lipca 1930 roku święcenia kapłańskie z rąk prałata Tommaso Beruttiego. Ponownie został wysłany do Szkodry, gdzie wrócił do pracy wykładowcy w papieskim seminarium, jednocześnie kierował czasopismami Leka (1932–1943) oraz Lajmtari i Zemërs s’Krishtit (1933–1939).
W 1940 roku wraz z Ernestem Koliqim współzałożył Królewski Instytut Studiów Albańskich; na zlecenie tejże instytucji w 1943 roku prowadził badania w Rzymie. Został zaocznie skazany na karę śmierci przez albańskie władze komunistyczne.
W 1945 roku przeniósł się do Mediolanu, gdzie kierował katolickim czasopismem Letture. Został także wybrany na prezesa Stowarzyszenia Katolickich Czasopism Krytycznych oraz Katolickiego Stowarzyszenia Księży Pisarzy, a także mianowany asystentem generalnym Związku Włoskich Wydawców i Księgarzy Katolickich.
Pracował jako wykładowca na Papieskim Instytucie Wschodnim oraz na Uniwersytecie w Palermo, gdzie wykładał albanistykę, bizantynologię oraz starożytną literaturę chrześcijańską. W 1957 roku założył w Rzymie czasopismo Shêjzat-Le Pleiadi, wpłynął także na utworzenie kilku czasopism promujących literaturę arboreską.
Zmarł 16 listopada 1979 roku w Mediolanie, jego pogrzeb odbył się dwa dni później.

## Prace naukowe[3][4]
- Dizionario bio-bibliografico illirico e albanese (1937-1940)[8]
- Contributi alla cronologia albanese (I tom - 1942; II tom - 1944)
- La famiglia nel diritto tradizionale albanese (1945)
- Il diritto delle comunità nella tradizione giuridica albanese (1956)
- Lo statuto personale in Albania all’epoca di Skanderbeg. Appunti dagli archivi della Repubblica veneta (1967)
- Domus ecclesiae. L’edificio sacro cristiano (1969)
- La legge delle montagne albanesi nelle relazioni della missione volante 1880-1932  (1969)

## Odznaczenia
7 maja 2012 roku prezydent Albanii Bamir Topi pośmiertnie uhonorował go Orderem Skanderbega.

## Życie prywatne
Syn Alberta i Margherity Olivetto; ojciec pracował jako kamieniarz.
Miał brata Filvio Cordignano.